# مشيرب
مشيرب هي منطقة تقع في بلدية الدوحة في قطر، تعد من أقدم المناطق في الدوحة، يوجد بها شارع الكهرباء كواحد من أقدم الشوارع في الدوحة وهو أول شارع يضاء بالكهرباء في قطر. كما يوجد بها مشروع «مشيرب قلب الدوحة» وهو مشروع لإحياء مركز مدينة الدوحة القديم، وبذلك تُمثل مشيرب قلب الدوحة أول مشروع مستدام لتجديد وسط المدينة في العالم. تقع مشيرب على بعد دقائق معدودة من مطار حمد الدولي، وبالقرب من الديوان الأميري ومتحف الفن الإسلامي وكورنيش الدوحة وسوق واقف. كما يوجد بها متاحف مشيرب. تعد مدينة مشيرب مدينة ذكية تطبق فيها العديد من الانظمة الذكية والمستدامة من خلال مشروع مشيرب قلب الدوحة الذي يحتوي على مئة بناية سكنية وتجارية وخمسة أحياء وثمنمئة وحدة سكنية ذات طبيعة مستدامة ذكية وهو مشروع بدأ في العام 2000م، وبلغت تكلفته 5.5 مليار دولار.

## التاريخ
ذكر جون غوردون لوريمر في الكتاب الذي أعدّه والموسوم ب دليل الخليج بأن منطقة مشيرب كانت تمد منطقة البدع بمياه الشرب لحلاوة مياهها وجودتها، وذكر إنه المكان الوحيد الذي ظهرت فيه زراعة النخيل. كانت منطقة الاصمخ منطقة قائمة بذاتها ولكنها أضيفت لمنطقة مشيرب في العام 2010م.

## المواصلات
يمكن الوصول إلى مشيرب عبر المترو من خلال الخط الأحمر والأخضر والذهبي من محطة مترو مشيرب.

## أبرز المعالم
- براحة مشيرب وهي فناء في وسط مشيرب قلب الدوحة، وتضم أكثر من 100 مبنى من المحلالات التجارية والسكنية، بالإضافة إلى المقاهي وأماكن العروض الثقافية. والمطاعم التي تتميّز بالتناول في الهواء لما تتميز به من أنظمة تكييف حتى في فصل الصيف الحار.
- متاحف مشيرب

- شارع الكهرباء
- حي الدوحة للتصميم.

- الفنادق تضم أربعة فنادق، هم: فندق ماندارين أورينتال، الدوحة وفندق الوادي الدوحة - إم غاليري وفندق بارك حياة وبوتيك [5]

## معرض الصور

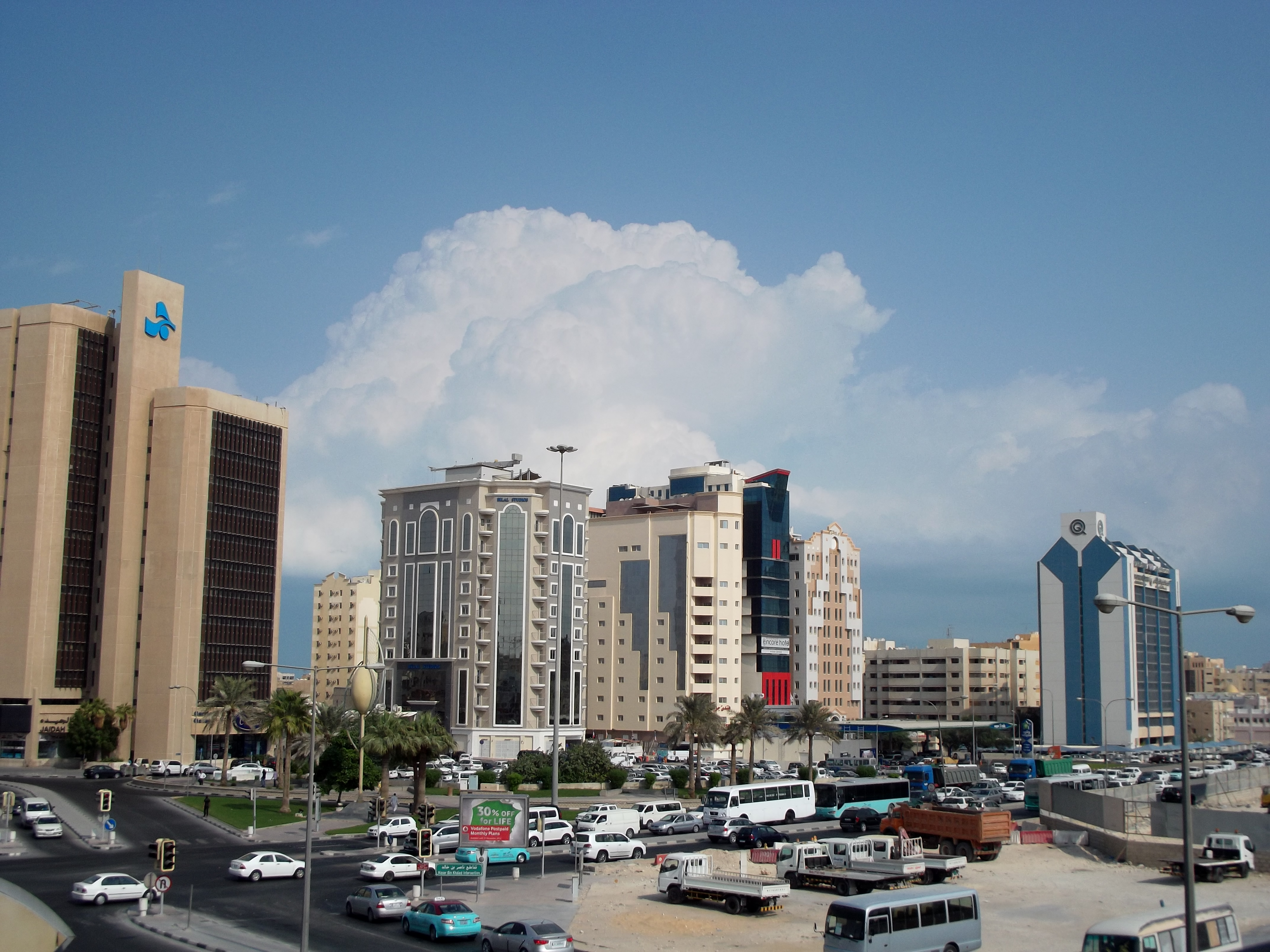
صورة لمنطقة مشيرب تعود للعام 2012م
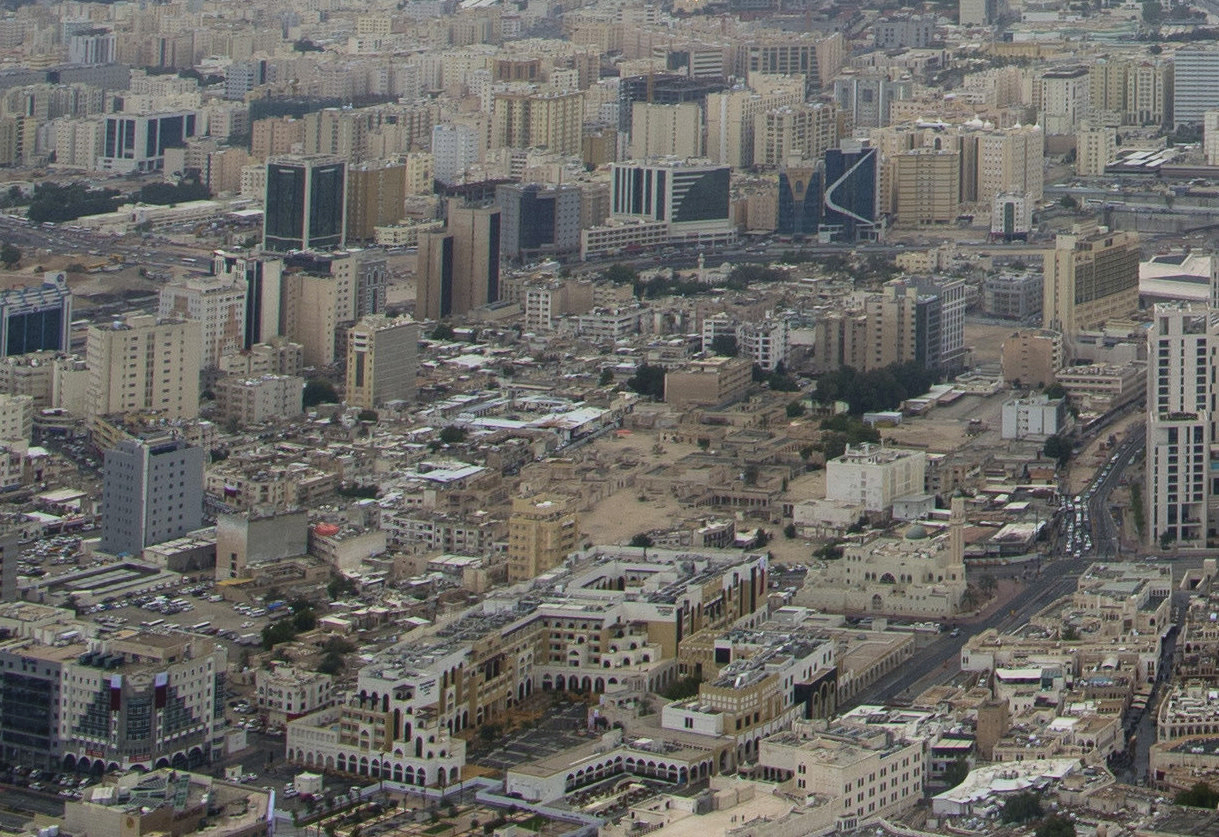
صورة جوية لمنطقة مشيرب تعود للعام 2019م.
مشيرب 24 أبريل 2019م